# Mauro Bergonzi
Mauro Bergonzi (Genova, 30 dicembre 1971) è un ex arbitro di calcio e dirigente sportivo italiano.

## Biografia
Appartenente alla sezione genovese, compì l'esordio in Serie A il 7 dicembre 2003 in occasione di Lecce-Parma 1-2. Nel 2006 fu invece chiamato a dirigere uno spareggio del campionato albanese valido per la salvezza, tra Skenderbeu e Teuta.
Tra i fatti maggiormente degni di nota della sua carriera vi è il discusso arbitraggio della semifinale play-off di serie C1 Catania-Pescara del 26 maggio 2002, in cui venne convalidato il gol del rossazzurro Massimo Cicconi segnato in posizione irregolare; di Napoli-Juventus del 27 ottobre 2007, in cui concesse due dubbi calci di rigore ai partenopei con Domizzi a segno entrambe le volte: le polemiche riguardarono in particolare una presunta simulazione di Zalayeta che fu squalificato per due turni, col provvedimento poi annullato grazie a immagini televisive che appurarono il reale fallo subìto.
Ulteriori controversie sorsero nell'aprile 2012 con l'arbitro genovese dapprima contestato da Pablo Osvaldo per la conduzione di gara in Juventus-Roma, e successivamente al centro di polemiche per quanto avvenuto in Udinese-Lazio: negli istanti finali dell'incontro i bianconeri siglarono il definitivo raddoppio senza che i calciatori romani opponessero resistenza, avendo scambiato erroneamente un fischio proveniente dagli spalti per il segnale di chiusura della partita. Le proteste in campo originarono una rissa, durante la quale il biancoceleste André Dias fu espulso: il portiere laziale Federico Marchetti spintonò invece il direttore di gara, comportamento sanzionato con 4 giornate di squalifica. Il discusso finale di partita spinse la società romana a chiedere la ripetizione dell'incontro, lamentela respinta dalla Lega.
Promosso ad arbitro internazionale nel gennaio 2009, fu presente in carica di rappresentante dell'AIA ai Giochi del Mediterraneo di quell'anno. Il debutto internazionale si verificò il 3 marzo 2010 in occasione dell'amichevole tra Malta e Finlandia; il 21 agosto successivo diresse invece la Supercoppa italiana tra Inter e Roma.
Il 14 febbraio 2014, durante la partita tra Milan e Bologna, rimedia una ferita al labbro inferiore — poi ricucita con due punti di sutura — dopo essere stato colpito da una pallonata. Il raggiunto limite anagrafico ne comporta il ritiro dall'agonismo al termine della stagione, con l'ultima presenza in Juventus-Cagliari (3-0) del 18 maggio 2014.
Nel luglio successivo viene ufficializzata la sua nomina a presidente del C.R.A. (Comitato Regionale Arbitri) Liguria, carica mantenuta per una sola stagione, e poi avvicendato l'11 luglio 2015 da Fabio Vicinanza di Albenga.
Dalla stagione 2015-2016 è moviolista per Premium Calcio e, successivamente, per le reti Mediaset.
Dal 25 luglio 2018 è club manager dell’Albissola, club ligure neopromosso in Serie C.
Nell'estate del 2023 passa alla Rai come moviolista de La Domenica Sportiva, dei programmi di approfondimento di Euro 2024 e di 90º Minuto di Lunedì.

## Riconoscimenti
- 2010 (Genova, 19 marzo) - Viene insegnito dall'Ordine Nazionale Cavalieri dello Sport, con il patrocinio dell'CSEN, del titolo di Cavaliere dello Sport.[16]